# Roadsongs
Roadsongs è un album live di Townes Van Zandt, pubblicato dalla Universe Productions Records nel 1992 (in seguito ripubblicato da varie etichette nel 1993 e 1995). Il disco fu registrato dal vivo in varie località di famosi folk club degli Stati Uniti.
Nel 1995 ricevette la nomination per un Nashville Nammy (l'equivalente di un Grammy) nella categoria di miglior album folk.

## Tracce
1. Ira Hayes – 3:45 (Peter La Farge)
2. Dead Flowers – 4:45 (Mick Jagger, Keith Richards)
3. Automobile Blues – 5:22 (Lightnin' Hopkins)
4. Coo Coo – 4:41 (T.C. Ashley)
5. Fraulein – 3:09 (Luther Williams)
6. Hello Central – 4:09 (Lightnin' Hopkins)
7. Indian Cowboy – 2:41 (Joe Ely)
8. Racing in the Streets – 3:01 (Bruce Springsteen)
9. My Starter Won't Start – 3:20 (Lightnin' Hopkins)
10. Texas River Song – 2:30 (Tradizionale)
11. Wabash Cannonball – 3:30 (A.P. Carter)
12. Short-Haired Woman Blues – 3:37 (Lightnin' Hopkins)
13. Man Gave Names to All the Animals – 4:26 (Bob Dylan)
14. Little Willie the Gambler – 3:44 (Bob Dylan)
15. Cocaine Blues – 4:03 (Tradizionale)

Edizione CD del 1995, pubblicato dalla Normal Records (Normal 195 CD)
1. Ira Hayes – 3:45 (Peter La Farge)
2. Dead Flowers – 4:45 (Mick Jagger, Keith Richards)
3. Automobile Blues – 5:22 (Lightnin' Hopkins)
4. The Coo Coo – 4:41 (T.C. Ashley)
5. Fraulein – 3:09 (Luther Williams)
6. Hello Central – 4:09 (Lightnin' Hopkins)
7. Indian Cowboy – 2:41 (Joe Ely)
8. Racing in the Streets – 3:01 (Bruce Springsteen)
9. My Starter Won't Start This Morning – 3:20 (Lightnin' Hopkins)
10. Texas River Song – 2:30 (Tradizionale)
11. Wabash Cannonball – 3:30 (A.P. Carter)
12. Short-Haired Woman Blues – 3:37 (Lightnin' Hopkins)
13. Man Gave Names to All the Animals – 4:26 (Bob Dylan)
14. Little Willie the Gambler – 3:44 (Bob Dylan)
15. Cocaine Blues – 4:03 (Tradizionale)
16. You Win Again – 3:15 (Hank Williams) – Bonus Track
17. High, Low + In Between – 4:48 (Townes Van Zandt) – Bonus Track
18. When He Offers His Hand – 3:21 (Townes Van Zandt) – Bonus Track

## Musicisti
- Townes Van Zandt - chitarra acustica, voce
- Ruester Rowland - chitarra acustica
- Mickey White - chitarra acustica
- Owen Cody - fiddle
- Jimmie Gray - basso, accompagnamento vocale